# 前法國駐港總領事官邸
前法國駐港總領事官邸，又稱法國總領事住宅或法國總領事獨立屋，原是法國駐香港總領事之居所，位於香港島太平山頂歌賦山普樂道8號，現已列為香港二級歷史建築。

## 歷史
法國總領事住宅的建築於1878年興建，為區內較早期落成的住宅，首位住客為當時著名的香港律師亨利·朗達·迪里斯（Henry Lander Dennys），後於1907年由大東電報局前身的大東公司（Eastern Extension Australasia and China Telegraph Co. Ltd.）購入。1981年，法國政府購入該住宅作為法國總領事之居所，藉以取代前駐港領事聯伯爾購置、並於1908年—1980年間作為領事官邸使用的殖民地風格豪宅。